# Osmay Acosta
Osmay Acosta, född 3 april 1985 i Havanna, Kuba, är en kubansk boxare som tog OS-brons i tungviktsboxning 2008 i Peking. Han segrade även i panamerikanska mästerskapen 2007.

## Meriter

### Olympiska meriter

#### Olympiska sommarspelen 2008
- Huvudartikel: Boxning vid olympiska sommarspelen 2008

| Tävlande     | Viktklass | Sextondelsfinal      | Åttondelsfinal        | Kvartsfinal          | Semifinal                  | Final                |
| Tävlande     | Viktklass | Motståndare Resultat | Motståndare Resultat  | Motståndare Resultat | Motståndare Resultat       | Motståndare Resultat |
| ------------ | --------- | -------------------- | --------------------- | -------------------- | -------------------------- | -------------------- |
| Osmay Acosta | Tungvikt  |                      | Durodola (NIG) W 11-0 | Pavlidis (GRE) W 7-4 | Chakhkiev (RUS) · L 5-10 · |                      |